# Milaciszki
Milaciszki (lit. Miletiškės) − wieś na Litwie, w gminie rejonowej Soleczniki, 4 km na południe od Dajnowy, zamieszkana przez 37 ludzi. Przed II wojną światową w Polsce, w powiecie lidzkim województwa nowogródzkiego.